# 터보 파스칼
터보 파스칼(Turbo Pascal)은 파스칼(후기 버전에는 오브젝트 파스칼)을 사용하는 컴파일러와 통합 개발 환경을 포함한 개발 체계이다. 주로 MS-DOS에서 작동하며 볼랜드가 필립 칸의 지휘 아래에서 개발했다. 볼랜드 파스칼이라는 이름은 보통 더 많은 라이브러리와 표준 라이브러리 소스코드가 포함된 하이엔드 제품에 사용된다. 보통 널리 알려진 기본 버전은 터보 파스칼이라는 이름이 붙어있다. 볼랜드 파스칼이라는 이름은 볼랜드가 만든 파스칼의 변종을 이를 때도 사용된다.
볼랜드는 1.0, 3.02, 5.5 세 버전을 무료로 공개했다.

## 계승
1995년, 볼랜드는 터보 파스칼의 개발을 중단하고 오브젝트 파스칼의 변종인 델파이 프로그래밍 언어를 사용하는 고속 개발 도구인 델파이로 대체했다.
한편 볼랜드의 제품은 아니지만 프리 파스칼과 버추얼 파스칼도 터보 파스칼과 호환된다.

## 예제 코드
```
program
 
ObjectPascalExample
;

   
type

      
PHelloWorld
 
=
 
^
THelloWorld
;

      
THelloWorld
 
=
 
object

         
procedure
 
Put
;

      
end
;

   
var

      
HelloWorld
:
 
PHelloWorld
;
 
{ this is a pointer to a THelloWorld }

   
procedure
 
THelloWorld
.
Put
;

   
begin

      
WriteLn
(
'Hello, World!'
)
;

   
end
;

begin

   
New
(
HelloWorld
)
;

   
HelloWorld
^.
Put
;

   
Dispose
(
HelloWorld
)
;

end
.

```

## 참조
1. ↑  Gajic, Zarko. “Delphi History– from Pascal to Borland Developer Studio 2006”. About.com. 2011년 7월 7일에 원본 문서에서 보존된 문서. 2012년 12월 11일에 확인함.

## 같이 보기
- 프리 파스칼
- 버추얼 파스칼
- 파스칼 프로그래밍 언어
- 오브젝트 파스칼
- 델파이 프로그래밍 언어
- 볼랜드 그래픽스 인터페이스